# Aspyr

2005년 이후의 Aspyr 로고.

Aspyr는 텍사스주 오스틴에 위치한 미국의 비디오 게임 개발사이자 비디오 게임 배급사이다. 1996년에 설립된 이 기업은 2K 게임스, 액티비전, 기어박스 소프트웨어 등의 파트너사와 함께 비디오 게임들을 마이크로소프트 윈도우에서 macOS, 리눅스로 이식하는 것을 전문으로 한다.

## 게임
Aspyr가 맡은 유명한 시리즈로는 콜 오브 듀티 시리즈, 문명, 스타워즈, 심즈 2, 보더랜드 등이 있다. 2003년까지 Aspyr은 맥 엔터테인먼트 시장의 60%를 소유하였다. macOS, 리눅스 외에 Aspyr는 게임보이 어드밴스, 닌텐도 DS, 엑스박스, 엑스박스 360, 플레이스테이션 2, iOS, 안드로이드, 엑스박스 원, 플레이스테이션 4에도 포팅한다.
또, Aspyr는 여러 앨범과 다큐멘터리를 제작, 배급하고 있다. 2015년에 Aspyr은 퀀틱 드림이 개발한 게임의 리마스터인 Fahrenheit: Indigo Prophecy Remastered를 개발, 배급하였으며 이 게임은 이식 분야 외에 업그레이드를 수행한 최초의 타이틀이다.